# Аристарх (царь Колхиды)

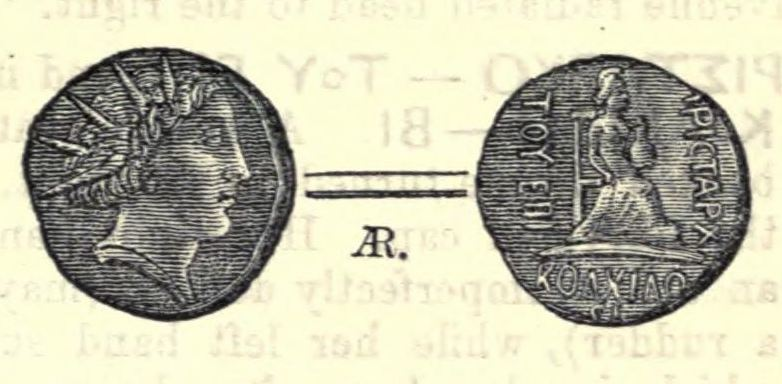
Драхма Аристарха, воспроизведённая Борисом Кёне в журнале «Numismatic Chronicle», № 17 (1877).

Аристарх (др.-греч. Ἀρίσταρχος) — правитель Колхиды, вассальный Риму, с 63 до примерно 50 года до н. э. Он был поставлен властвовать в Колхиде римским полководцем Гнеем Помпеем в качестве своего наместника в этом регионе Азии во время Митридатовых войн. Аристарх известен преимущественно по трудам римского историка I века Аппиана, а также по монетам, отчеканенным от его имени.

## Биография
Аристарх был возвышен Помпеем в 63 году до н. э. во время его похода в Колхиду в ходе Третьей Митридатовой войны, в которой Риму противостоял Митридат VI, царь Понта. О том, что Аристарх стал «династом Колхиды», сообщает Аппиан. Факт назначения нового правителя в Колхиде упоминается и Страбоном, но он не уточняет имени династа. Согласно дошедшим до нынешних времён драхм Аристарха, Аристарх был «над Колхидой», но не был её царём, несмотря на то, что его так именовал историк IV века Флавий Евтропий..
Аристарх, вероятно, принадлежал к местной знати, был скептухом (буквально «скипетроносцем»), который решил встать на сторону римлян во время войны с Митридатом VI. Единственный другой скептух, известный по имени Олтак, был захвачен в плен Помпеем и проведён по улицам Рима в составе его триумфальной процессии. Размеры земель, над которыми властвовал Аристарх, неизвестны. Он мог сидеть как в Фасисе (в окрестностях современного Поти), конечной точке колхидского похода Помпея, так и в Диоскурии, важном эллинистическом городе, располагавшемся, вероятно, недалеко от современного Сухуми, где была найдена одна из монет Аристарха. 12-й год на монетах Аристарха указывает на то, что его правление в Колхиде продолжалось по крайней мере до 52 или 51 года до н. э. и, вероятно, потом, до 47 года до н. э., когда Фарнак II, сын покойного царя Митридата VI, воспользовался гражданской войной в Риме и завоевал Колхиду.

## Монеты
Из семи сохранившихся серебряных монет, отчеканенных от имени Аристарха, по одной хранятся в Британском музее, Берлине, Париже, Тбилиси, оксфордском музее Эшмола, а ещё две — в Эрмитаже. Известны места находок только двух из них (экземпляров из Эрмитажа): одной — в окрестностях Сухуми, а другой — близ Игоэти в восточной Грузии в 2018 году. На аверсе монет изображена мужская голова в сияющей короне, предположительно Гелиоса, но напоминающая Помпея. По мнению грузинского нумизмата Дундуа, это изображение соответствует традиционным представлениям царей Колхиды о своём происхождении от бога солнца, а также отражает политическую необходимость признать Помпея в качестве источника власти Аристарха. Сидящая женская фигура с башенной короной на реверсе, вероятно, является Тюхе, божеством, которое покровительствовало богатству и процветанию городов. Легенда на реверсе гласит ΑΡΙΣΤΑΡΧΟ(Υ) ΤΟΥ ΕΠΙ ΚΟΛΧΙΔΟ(Σ).